# Colebrook (Connecticut)
Pour les articles homonymes, voir Colebrook.
Colebrook est une ville située dans le comté de Litchfield, dans l'État du Connecticut (États-Unis). Selon le recensement de 2010, Colebrook avait une population totale de 1 485 habitants.

## Géographie
Selon le Bureau du recensement des États-Unis, la superficie de la ville est de 32,92 milles carrés (85,26 km2), dont 31,53 milles carrés (81,66 km2) de terres et 1,39 milles carrés (3,6 km2) de plans d'eau, soit 4,40 %.

## Histoire
Colebrook devient une municipalité en 1779. Elle doit son nom au village anglais de Colebrooke, dans le Devonshire.

## Démographie
D'après le recensement de 2000, il y avait 1 471 habitants, 566 ménages, et 419 familles dans la ville. La densité de population était de 18,0 hab/km2. Il y avait 656 maisons avec une densité de 8,0 maisons/km2. La décomposition ethnique de la population était : 97,01 % blancs ; 0,68 % noirs ; 0,00 % amérindiens ; 0,61 % asiatiques ; 0,00 % natifs des îles du Pacifique ; 0,88 % des autres races ; 0,82 % de deux ou plus races. 2,45 % de la population était hispanique ou Latino de n'importe quelle race.
Il y avait 566 ménages, dont 32,2 % avaient des enfants de moins de 18 ans, 65,2 % étaient des couples mariés, 5,1 % avaient une femme qui était parent isolé, et 25,8 % étaient des ménages non-familiaux. 19,6 % des ménages étaient constitués de personnes seules et 7,1 % de personnes seules de 65 ans ou plus. Le ménage moyen comportait 2,60 personnes et la famille moyenne avait 3,01 personnes.
Dans la ville la pyramide des âges se composait de 24,5 % en dessous de 18 ans, 4,2 % de 18 à 24 ans, 29,6 % de 25 à 44 ans, 27,5 % de 45 à 64 ans, et 14,1 % qui avaient 65 ans ou plus. L'âge moyen était de 41 ans. Pour 100 femmes, il y avait 102,1 hommes. Pour 100 femmes de 18 ans ou plus, il y avait 101,5 hommes.
Le revenu moyen par ménage de la ville était 58 684 dollars US, et le revenu moyen par famille était 64 286 $. Les hommes avaient un revenu moyen de 42 647 $ contre 35 987 $ pour les femmes. Le revenu par habitant de la ville était 29 789 $. 2,6 des habitants et 1,4 des familles vivaient sous le seuil de pauvreté. 0,0 % des personnes de moins de 18 ans et 9,0 % des personnes de plus de 65 ans vivaient sous le seuil de pauvreté.
| 1820  | 1850  | 1860  | 1870  | 1880  | 1890  |
| ----- | ----- | ----- | ----- | ----- | ----- |
| 1 274 | 1 317 | 1 375 | 1 141 | 1 148 | 1 098 |

| 1900 | 1910 | 1920 | 1930 | 1940 | 1950 |
| ---- | ---- | ---- | ---- | ---- | ---- |
| 684  | 557  | 492  | 564  | 547  | 592  |

| 1960 | 1970  | 1980  | 1990  | 2000  | 2010  |
| ---- | ----- | ----- | ----- | ----- | ----- |
| 791  | 1 020 | 1 221 | 1 365 | 1 471 | 1 485 |